# Levín (Králův Dvůr)
Levín je vesnice, část města Králův Dvůr v okrese Beroun ve Středočeském kraji. Nachází se asi tři kilometry jihozápadně od Králova Dvora. Vesnicí prochází silnice II/605.

## Historie
První písemná zmínka o vesnici pochází z roku 1391.

## Obyvatelstvo
| Rok            | 1869 | 1880 | 1890 | 1900 | 1910 | 1921 | 1930 | 1950 | 1961 | 1970 | 1980 | 1991 | 2001 | 2011 | 2021  |
| -------------- | ---- | ---- | ---- | ---- | ---- | ---- | ---- | ---- | ---- | ---- | ---- | ---- | ---- | ---- | ----- |
| Počet obyvatel | 237  | 235  | 288  | 331  | 318  | 272  | 321  | 223  | 222  | 214  | 156  | 132  | 152  | 290  | 1 429 |
| Počet domů     | 34   | 35   | 37   | 39   | 41   | 46   | 61   | 68   | 65   | 67   | 54   | 62   | 63   | 108  | 429   |

## Obecní správa
Při sčítání lidu v letech 1850–1879 byl Levín osadou obce Trubín v okrese Hořovice. V letech 1880–1972 byl samostatnou obcí, nejprve v okrese Hořovice, od roku 1950 v okrese Beroun. V letech 1972–1979 byl částí města Králův Dvůr v okrese Beroun. Od 1. ledna 1980 do 23. listopadu 1990 byl částí města Beroun v okrese Beroun. Od 24. listopadu 1990 je opět částí města Králův Dvůr v okrese Beroun.